# Miquel Maura i Montaner
Miquel Maura i Muntaner (Palma, 6 de setembre de 1843 — 9 de setembre de 1915) fou un prevere mallorquí, fundador de la congregació de les Germanes Zeladores del Culte Eucarístic. Ha estat proclamat venerable per l'Església catòlica, i està en procés de beatificació.

## Biografia
Nascut a una família benestant de Mallorca, era el segon fill de Bartomeu Maura i Gelabert i Margarida Montaner i Llampayes, i germà de l'escriptor Gabriel Maura i Montaner i el polític Antoni Maura. Va néixer a la casa pairal de la Plaça de Santa Eulàlia i fou batejat a la catedral.
Va voler fer vida religiosa i fou ordenat sacerdot el 1868; es dedicà a l'ensenyament de la teologia dogmàtica i a la predicació. Nomenat rector del Seminari Diocesà de Mallorca, tingué molta influència en la renovació del clergat mallorquí. Va fundar una congregació religiosa femenina, les Germanes Zeladores del Culte Eucarístic en 1902, per a la confecció del pa eucarístic i el foment del sagrament de l'Eucaristia.
Escriví nombrosos articles de temàtica religiosa en diaris i revistes de Mallorca, especialment a El áncora, entre 1880 i 1890, que ell mateix havia fundat. També va escriure alguns llibres, el més conegut dels quals és Armonías, sobre la personalitat de Jesucrist.
En 1877 sostingué una polèmica amb Josep Taronjí Cortès sobre el problema xueta a Mallorca. La qüestió havia començat quan el jove sacerdot Taronjí publica a El almanaque balear l'article "Libros malos y cosa peores...", on es planyia de la marginació que patien els xuetes o descendents de jueus conversos a Mallorca, entre els quals es comptava ell mateix. La cúria episcopal, donant-se per al·ludida i ofesa, va triar Maura perquè repliqués l'article, cosa que va fer amb l'article "Una buena causa mal defendida".. Tarongí publicà en 1877 Algo sobre el estado religioso y social de la isla de Mallorca, on es recullen els escrits de la polèmica. Maura planyia la segregació dels xuetes, però sostenia que s'hi havia de resignar, per humilitat cristiana, postura que li valgué nombroses crítiques.
El 24 de febrer de 2025, el papa Francesc va signar el decret que en reconeixia les virtuts heroiques, proclamant-lo venerable.